# Velký Borek
Velký Borek (en allemand : Groß Borek) est une commune du district de Mělník, dans la région de Bohême-Centrale, en Tchéquie. Sa population s'élevait à 1 129 habitants en 2020.

## Géographie
Velký Borek se trouve à 3 km à l'est du centre de Mělník et fait partie de son aire urbaine, et à 31 km au nord de Prague.
La commune est limitée par Lhotka au nord, par Střemy et Hostín à l'est, par Malý Újezd et Kly au sud, et par Mělník à l'ouest.

## Histoire
La première mention écrite de la localité date de 1320.

## Administration
La commune se compose de trois quartiers :
- Velký Borek
- Mělnická Vrutice
- Skuhrov